# Michał Mierzwa
Michał Mierzwa (ur. 28 listopada 1925 w Siedlcach, zm. 5 stycznia 1984 w Jeleniej Górze) – polski urzędnik państwowy, inżynier, wojewoda jeleniogórski (1981–1983).
Zdobył tytuł magistra inżyniera. W latach 60. i 70. kierował Fabryką Maszyn Papierniczych FAMPA. W 1981 r. objął funkcję wojewody jeleniogórskiego po odejściu z administracji rządowej Macieja Szadkowskiego. W 1983 r. zastąpił go Jerzy Gołaczyński.
Pochowano go w Jeleniej Górze.